# Serhij Łarin
Serhij Mykołajowycz Łarin, ukr. Сергій Миколайович Ларін (ur. 11 stycznia 1962 w Charcysku) – ukraiński polityk, z wykształcenia inżynier, deputowany do Rady Najwyższej Ukrainy, przewodniczący Kirowohradzkiej Obwodowej Administracji Państwowej.

## Życiorys
Po ukończeniu szkoły średniej i odbyciu służby wojskowej pracował jako elektromonter, działał w lokalnym Komsomole. W 1990 został absolwentem charkowskiego instytutu inżynieryjno-pedagogicznego. W latach 1990–1992 był radnym miejskim w Charcysku. Od 1991 do 1996 kierował miejskim komitetem ds. młodzieży. W latach 1997–1998 zatrudniony w administracji rady obwodu donieckiego.
Został działaczem Partii Ludowo-Demokratycznej, z jej ramienia od 1998 do 2002 był posłem do Rady Najwyższej. Do parlamentu powrócił w 2003, obejmując wakujący mandat z listy Za Jedyną Ukrainę. Działał wówczas w Partii Regionów, uzyskując z jej listy reelekcję w 2006 i w 2007. W kwietniu 2010 mianowany przewodniczącym Kirowohradzkiej Obwodowej Administracji Państwowej. W styczniu 2013 Wiktor Janukowycz powierzył mu funkcję zastępcy Serhija Lowoczkina – szefa Administracji Prezydenta Ukrainy. Stanowisko to zajmował do lutego 2014. W 2014 znalazł się wśród organizatorów Bloku Opozycyjnego, uzyskując z jego listy mandat posła VIII kadencji. Do parlamentu wybrany został także w 2019 z ramienia formacji Opozycyjna Platforma – Za Życie. W 2020 uzyskał także mandat radnego obwodu kirowohradzkiego.